# 神達岳志
神達 岳志（かんだつ たけし、1969年3月13日 - ）は、日本の政治家。茨城県常総市長（3期）。元茨城県議会議員（3期）。常総市倫理法人会顧問。

## 経歴
茨城県水海道市豊岡町（現・常総市）出身。水海道市立豊岡小学校、水海道市立水海道西中学校、土浦日本大学高等学校を経て上武大学経営情報学部を卒業。大学卒業後は住宅メーカーや鉄工所などに勤務した。
2010年（平成22年）2月28日に行われた茨城県議会議員の補欠選挙に出馬し初当選。県議時代は自由民主党に所属した。同年12月12日に行われた県議選で再選。2014年（平成26年）に3選。
2016年（平成28年）7月10日に行われた常総市長選挙に自民党と日本のこころを大切にする党の推薦を受けて出馬。現職の高杉徹らを破り初当選した。8月3日、市長就任。
選挙の結果は以下のとおり。
※当日有権者数：50,565人 最終投票率：63.83%（前回比：+4.22pts）
| 候補者名 | 年齢 | 所属党派 | 新旧別 | 得票数   | 得票率 | 推薦・支持                                 |
| -------- | ---- | -------- | ------ | -------- | ------ | ------------------------------------------ |
| 神達岳志 | 47   | 無所属   | 新     | 12,807票 | 40.09% | （推薦）自民党・日本のこころを大切にする党 |
| 高杉徹   | 62   | 無所属   | 現     | 11,608票 | 36.34% |                                            |
| 遠藤章江 | 52   | 無所属   | 新     | 5,761票  | 18.03% |                                            |
| 染谷修司 | 72   | 無所属   | 新     | 1,768票  | 5.53%  | （推薦）日本共産党                         |

2020年（令和2年）7月12日の同選挙で前茨城県議会議員の飯田智男を破り再選。
選挙の結果は以下のとおり。
※当日有権者数：48,828人 最終投票率：62.17%（前回比：-1.66pts）
| 候補者名 | 年齢 | 所属党派 | 新旧別 | 得票数   | 得票率 | 推薦・支持     |
| -------- | ---- | -------- | ------ | -------- | ------ | -------------- |
| 神達岳志 | 51   | 無所属   | 現     | 15,956票 | 53.00% | （推薦）公明党 |
| 飯田智男 | 60   | 無所属   | 新     | 14,147票 | 47.00% |                |

2022年（令和4年）2月7日朝に微熱があり、8日、市内の医療機関でPCR検査を行ったところ、9日に新型コロナウイルス陽性が判明した。
2024年（令和6年）7月7日の同選挙で2度目の挑戦となる薬剤師の遠藤章江を破り3選。選挙の結果は以下の通り。※当日有権者数：47,013人 最終投票率：54.37%（前回比：-7.80pts）
神達岳志（55歳）無所属 現 14,364票（56.74%）公明党推薦、遠藤章江（61歳）無所属 新 10,953票（43.26%）。

## 政策・主張
- 2019年（令和元年）10月3日、第14回マニフェスト大賞が発表され、優秀マニフェスト推進賞に選ばれた[9]。
- 2020年（令和2年）5月27日、新型コロナウイルス対策の財源に充てるため、自身の6月期末手当を全額カットする条例案を市議会定例会に提出した[10]。同条例案は定例会において可決された[11]。